# Obertura, scherzo y finale (Schumann)

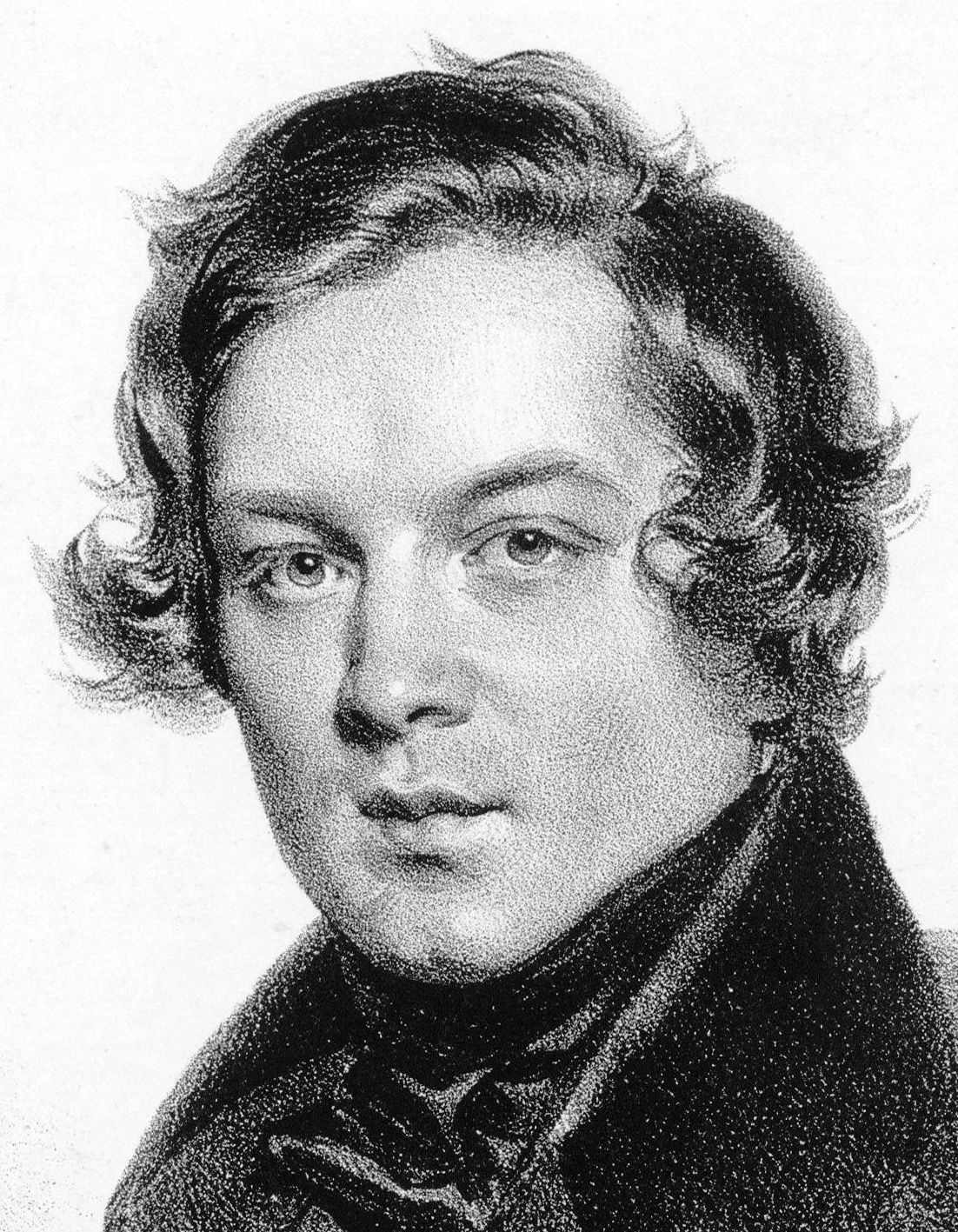
Robert Schumann en 1839.

Obertura, scherzo y finale en mi mayor, Op. 52 (en alemán: Ouvertüre, Scherzo und Finale) es una obra para orquesta sinfónica escrita por Robert Schumann en 1841. La obra está dedicada a Johannes Verhulst.

## Historia
La composición de la pieza se desarrolló durante tres semanas en 1841. En comparación con sus cuatro sinfonías, esta composición es más pequeña tanto en extensión como en orquestación. Se trata en esencia de una sinfonía sin movimiento lento. En un principio Schumann no tenía claro el título para esta pieza y en sus diarios o en las anotaciones de cuentas de su casa figuran los nombres "Suite", "Symphonette" o "Sinfonietta". Incluso en alguna ocasión llegó a referirse a ella como su "Sinfonía n.º 2". La llamó suite cuando se la ofreció, sin éxito, al editor Hofmeister de Leipzig, señalando que "los movimientos individuales pueden tocarse por separado". Las múltiples denominaciones que el maestro da a su Opus 52 hacen dudar de la pretendida unidad sinfónica. Si los movimientos no están destinados a estar juntos, ¿por qué disponerlos así? Sin embargo, un examen detallado de la pieza revela que, más allá de su animado ambiente y su ligera orquestación, los movimientos guardan una relación temática. A lo largo de toda la obra, la alegría y la elocuencia de Felix Mendelssohn están siempre presentes.
Tras una revisión entre el verano y el otoño de 1841, la obra en tres movimientos se estrenó el 6 de diciembre de 1841 bajo la dirección de Ferdinand David en la Gewandhaus de Leipzig. Sin embargo, no tuvo el éxito esperado; la pieza fue recibida tibiamente por la crítica. No se publicó en principio porque los editores a los que se ofreció la composición no mostraron interés alguno: en 1842 a Friedrich Hofmeister como "Sinfonía n.º 2 (Obertura, Scherzo y Finale)", y a Tobias Haslinger en 1845 en una versión para piano a cuatro manos. En octubre de 1845 Schumann retocó profundamente sobre todo el Finale, que había recibido menos aprobación en 1841, pero también introdujo cambios en los dos primeros movimientos. El estreno de esta nueva versión se celebró el 4 de diciembre de 1845 en Dresde bajo la batuta de Ferdinand Hiller y obtuvo una acogida mucho mejor. 
La primera publicación tuvo lugar en 1846 por la editorial Friedrich Kistner que publicó las partes sueltas, con una dedicatoria al violinista y director de orquesta neerlandés Johannes Verhulst. En 1853, tras nuevas correcciones menores, la partitura y una versión del compositor para piano a dos manos. La obra, que Schumann compuso deliberadamente para que fuera más bien agradable y fácil de entender, no alcanzó en vida la popularidad de las sinfonías. Entre 1846 y 1854, él mismo registró 21 interpretaciones de la Sinfonía n.º 1, pero sólo cinco de su op. 52.

## Instrumentación
La partitura está escrita para una orquesta formada por 2 flautas, 2 oboes, 2 clarinetes, 2 fagotes, 4 trompas, 2 trompetas, 3 trombones (ad libitum), timbales y sección de cuerdas.

## Estructura y análisis
La obra consta de tres movimientos:
- I. Obertura. Andante con moto, en mi menor 4
4 – Allegro, en mi mayor 2
2
- II. Scherzo. Vivo, en do sostenido menor 6
8 – Trio, en re bemol mayor 2
4
- III. Finale. Allegro molto vivace, en mi mayor 2
2

### I.Obertura. Andante con moto – Allegro
El primer movimiento se titula Obertura y lleva la indicación de tempo Andante con moto. Está escrito en la tonalidad de mi menor y en compás de 4/4. Fue esbozado y terminado en abril de 1841. La lenta introducción presenta dos motivos que serán esenciales para toda la obertura, un pasaje elegante y saltarín para el violín junto con una figura vigorosa y descendente para los violonchelos. Un cambio de tempo a Allegro, la tonalidad a mi mayor y el compás alla breve marcan el inicio del movimiento en forma sonata simplificada sin desarrollo, un esquema comparable al de muchas oberturas de Rossini. Se abre con un vivaz tema principal de segundas descendentes. Al igual que ocurre en muchas oberturas de ópera, el desarrollo es mínimo. En este caso, el tema principal se enreda con los motivos introductorios durante un breve espacio de tiempo antes de llegar a la recapitulación.

### II.Scherzo. Vivo – Trio
El segundo movimiento, Scherzo. Vivo, está en do sostenido menor y en compás de 6/8. El tema está basado en el del movimiento inicial. Cuenta con una sección de trío en re bemol mayor y el ritmo cambia a 2/4, cuyo material temático reaparece en forma de coda del movimiento. Su tema principal, de ámbito muy reducido, se desarrolla en la sección de cuerdas. La personalidad del Scherzo deriva de su figura con puntillo, que se vuelve monótona al poco de arrancar el movimiento. En cambio la sección del trío es lírica y hermosa, e incorpora en su segunda aparición motivos de la Obertura y es introducida por la línea descendente del violonchelo. Un retorno del tema principal de la Obertura cierra el Scherzo.

### III.Finale. Allegro molto vivace
El tercer y último movimiento, Finale. Allegro molto vivace, está en mi mayor y en ritmo alla breve. Fue orquestado hacia mayo de 1841. El Finale sigue la forma sonata, esta vez con desarrollo, y es uno de los movimientos más veloces de este compositor. Es más contrapuntístico que los movimientos precedentes. Tras una fanfarria introductoria aparece el tema principal, una línea ascendente escalonada en ritmos con puntillo interpretada por los primeros violines, se presenta en estilo fugato. Un elegante tema secundario ofrece un agradable contraste y revela la deuda de Schumann con Mendelssohn en su gracia y ligera orquestación. La obra se cierra con una coda basada en el tema principal.

## Discografía selecta
- 1953 – Orquesta Sinfónica de Londres, dir. Lawrance Collingwood.
- 2004 – Carl Schuricht Conducts Schumann & Mendelssohn. Sinfónica de la Radio de Stuttgart, dir. Carl Schuricht (Hänssler 93155).
- 2005 – Schumann: Sinfonías n.º 1-4; Overture, Scherzo & Finale. Sächsische Staatskapelle Dresden, dir. Wolfgang Sawallisch (EMI Classics).
- 2005 – Schumann: Las 4 sinfonías. Orquesta de la Gewandhaus de Leipzig, dir. Franz Konwitschny (Berlin Classics 0020162).
- 2010 – Brahms: Sinfonía n.º 1; Schumann: Ouvertüre, Scherzo und Finale. Filarmónica de Berlín, dir. Herbert von Karajan (DG).
- Filarmónica de Viena, dir. Georg Solti.